# Christopher Landau
Pour les articles homonymes, voir Landau.
Christopher Landau (né le 13 novembre 1963) est un avocat et diplomate américain qui a été ambassadeur des États-Unis au Mexique de 2019 à 2021,. Il a été nommé à ce poste par le président Donald Trump.
En décembre 2024, le président élu Trump a nommé Landau pour occuper le poste de secrétaire d'État adjoint des États-Unis.

## Jeunesse et formation
Christopher Landau est né à Madrid, en Espagne, où son père, George Landau (plus tard ambassadeur des États-Unis au Paraguay, au Chili et au Venezuela), était alors en poste avec le Service extérieur des États-Unis. Son père, d'origine juive, est né à Vienne et a fui vers l'Amérique du Sud après l'annexion nazie de l'Autriche en 1938. Christopher Landau a été élevé dans la foi catholique.
Landau a fréquenté pendant cinq ans l'American School of Asunción au Paraguay. Il parle couramment l'espagnol, qu'il a appris durant son enfance.
Il est diplômé de la Groton School à Groton (Massachusetts), en 1981. Il obtient ensuite un Bachelor of Arts en histoire, summa cum laude, du Harvard College en 1985, où il est élu à la société honorifique Phi Beta Kappa dès sa troisième année. Il obtient également un certificat en études latino-américaines et reçoit le Sophia Freund Prize, décerné pour la meilleure moyenne générale de sa promotion,,. Son mémoire de fin d'études, qui a obtenu le Hoopes Prize, portait sur les relations des États-Unis avec le gouvernement de gauche du Venezuela au milieu des années 1940.
En 1989, Landau obtient un Juris Doctor, magna cum laude, à la faculté de droit de Harvard, où il est coresponsable des articles de la Harvard Law Review et reçoit le Sears Prize pour la meilleure moyenne générale de sa deuxième année.
Christopher Landau est également apparenté à la sculptrice israélienne Sigalit Landau.

## Carrière juridique
Après avoir obtenu son diplôme en droit, Christopher Landau travaille comme assistant juridique pour le juge Clarence Thomas à la Cour d'appel des États-Unis pour le district de Columbia. Il devient ensuite assistant juridique auprès des juges Antonin Scalia et Thomas à la Cour suprême des États-Unis pour les sessions 1990 et 1991, respectivement. Lors de son premier stage à la Cour suprême, Landau travaille aux côtés de Lawrence Lessig, et durant le second, avec Gregory G. Katsas, Gregory E. Maggs et Stephen R. McAllister.
En 1993, Landau rejoint le cabinet Kirkland & Ellis en tant qu'avocat associé, et devient associé en 1995. Il dirige la section des recours en appel du cabinet jusqu'à son départ, après 25 ans de service, pour rejoindre Quinn Emanuel Urquhart & Sullivan en 2018,,. Il plaide neuf affaires devant la Cour suprême des États-Unis, dont deux au nom du Commonwealth de Porto Rico, et a plaidé des appels dans toutes les Cours d'appel des États-Unis.
De 1994 à 1995, Landau est professeur adjoint en droit administratif au Georgetown University Law Center. En 2017, le juge en chef des États-Unis le nomme membre du comité consultatif sur les Règles fédérales de procédure d’appel.
Landau est également administrateur de la Supreme Court Historical Society des États-Unis, où il préside le comité des programmes de la société. Il a également été directeur de la Diplomacy Center Foundation, qui soutient le United States Diplomacy Center au Département d'État des États-Unis.

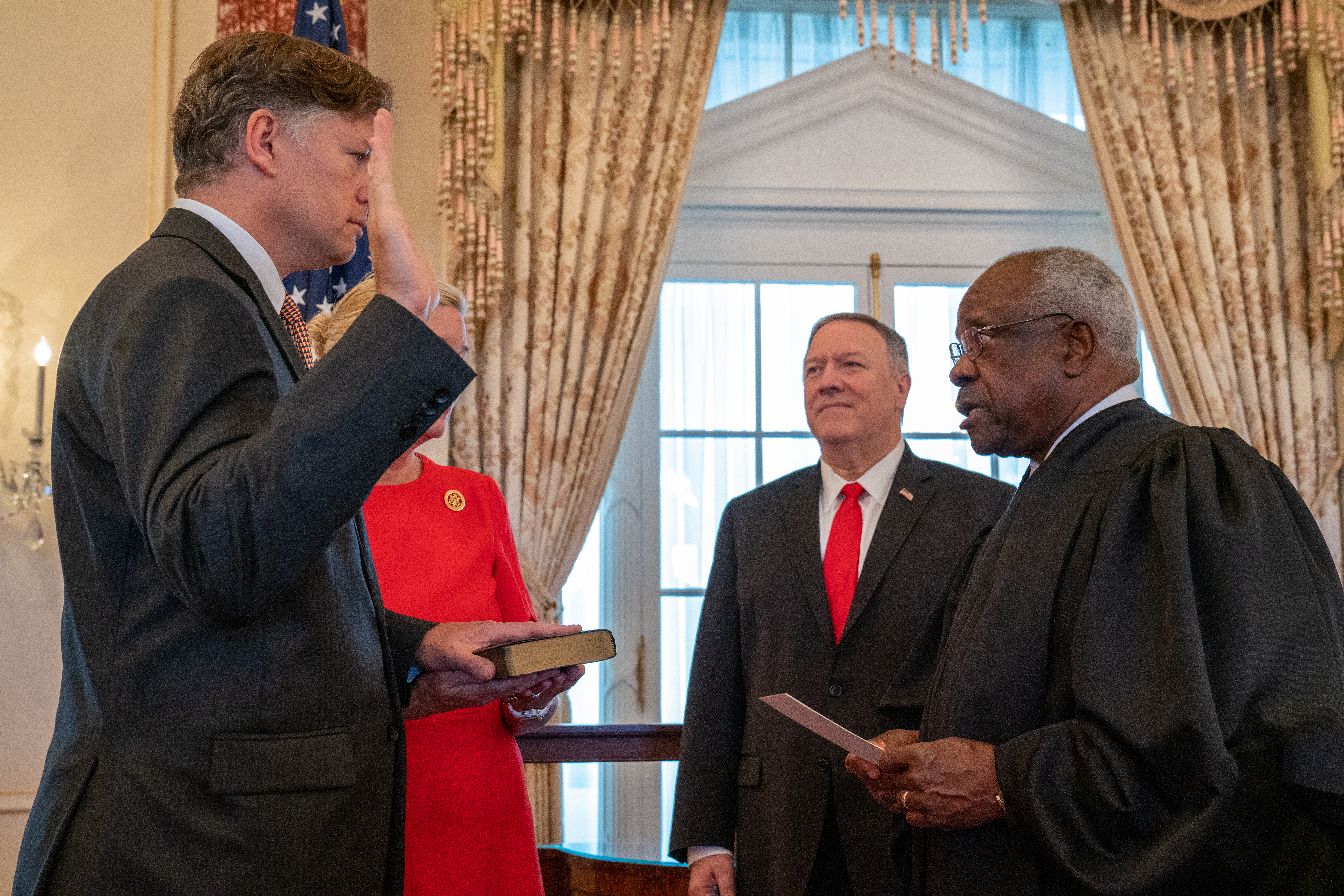
Landau prêtant serment comme ambassadeur au Mexique devant le juge Clarence Thomas, en présence du secrétaire d'État Mike Pompeo

## Ambassadeur des États-Unis au Mexique
Le 26 mars 2019, le président Donald Trump a nommé Christopher Landau comme ambassadeur des États-Unis au Mexique. Le 1er août 2019, le Sénat a confirmé sa nomination à l'unanimité par un vote à voix haute,. Il a prêté serment le 12 août 2019, est arrivé au Mexique le 16 août 2019 et a présenté ses lettres de créance au président Andrés Manuel López Obrador le 26 août 2019,,. En tant qu'ambassadeur, Landau a fait de la question de l'immigration aux États-Unis une priorité politique.
Le 9 septembre 2020, Donald Trump a ajouté Landau à une liste de candidats potentiels pour la Cour suprême des États-Unis. Après l'entrée en fonction de Joe Biden comme président en 2021, Landau a quitté son poste d'ambassadeur et a été remplacé par l'ancien sénateur des États-Unis du Colorado, Ken Salazar.

### Utilisation des réseaux sociaux
En tant qu'ambassadeur au Mexique, Landau s'est distingué par son utilisation intensive des réseaux sociaux. En 2020, il a lancé un défi sur Twitter pour augmenter son nombre d'abonnés, afin de dépasser les 150 000 abonnés de l'ambassadeur des États-Unis en Grèce. Il a tweeté en espagnol : « C'est un scandale ! … Le Mexique doit être n°1 ! » À la fin juillet 2020, le nombre d'abonnés de Landau avait explosé pour atteindre 245 000, ce que le magazine Slate a qualifié de « leçon inattendue de diplomatie numérique américaine ».
En septembre 2020, Landau a été accusé de cyberharcèlement envers un étudiant mexicain qui l'avait critiqué sur Twitter. En réponse, Landau avait ironiquement déclaré : « De toute évidence, votre grande éducation et votre connaissance du monde vous permettraient de mener des travaux diplomatiques bien mieux que les communications 'rudimentaires' de cet 'étranger blanc'. » L'étudiant aurait supprimé son compte Twitter après cet échange.